# 美少女戰士S
《美少女戰士S》（美少女戦士 セーラームーンS）是1994年3月19日到1995年2月25日播放的日本動畫作品。

## 概要
本作品是接續前作《美少女戰士R》的動畫，是美少女戰士系列的第三部作品。
在漫畫版《美少女戰士S》連載期間，1994年11月17日，日本還推出了一本外傳的單行本《竹取公主的戀人》"，是武內直子原創的故事；香港天下出版於1995年1月26日推出這本外傳的中文版單行本。此外傳改編成動畫劇場版。1994年12月4日劇場版在日本上映。而香港上映時，劇場版片名翻譯為《美少女戰士 Sailor Moon S 水晶計劃》。
之後武內直子決定把《竹取公主的戀人》這故事收錄入《美少女戰士》單行本第11期當中。在2003年，為配合實寫版電視，重新繪畫封面和部份內容，出版新裝版共十二期，番外篇兩期，而外傳收錄在這兩期番外篇中的其中一期。

## 故事背景
土萌創一是一位天才人工遺傳博士，但是在一次的空間實驗中發生爆炸，使他的妻子死亡，其女兒土萌螢也奄奄一息。爆炸扭曲了時空，在陰差陽錯之下，法老90由異空間轉移到人類世界之中，並於土萌創一的面前出現，表示有能力救回阿螢的生命，但其條件就是要替法老90所領導的死亡毀滅者做事，之後父女二人均被死亡毀滅者附身。接著土萌創一開辦了無限學園，作為死亡毀滅者的大本營，並派出心魔去收集純真內心結晶「純真之心」，只要集齊3顆封印着聖物的純真之心，就能喚醒傳說中擁有無窮力量的聖杯。如果死亡毀滅者得到聖杯，就能夠引導法老90降臨，使世界毀滅，變成「一片静默」。

## 故事簡介
在上集的黑月帝國事件結束後，豆釘兔回到未來世界，現時世界也歸於和平，眾人平靜的度過每一天。阿兔等人升上了中學三年級，為了高中入學考試，眾人聚在小麗家組織了一個讀書會，為了進入理想的高中而一起努力。此時阿麗卻作了一個惡夢，夢中的她看見了世界被毀滅，同伴們也一一慘遭毒手；擁有預知能力的阿麗因此而憂心不已......
不久，水手服戰士們遇到另一邪惡組織—死亡毀滅者，死亡毀滅者召喚怪物以從人類身上偷取心靈結晶—「純真之心」。它們的目標是尋找三個有著特殊護身符的特殊心靈結晶。但就在眾人陷入危機的時候，兩名新的水手服戰士出現了，她們分別是Sailor Uranus和Sailor Neptune，二人也為著不同的原因而尋找那三個有著特殊護身符的特殊心靈結晶，並跟其他水手服戰士們發生衝突......同時，Sailor Pluto出現了，豆釘兔也從未來回到現在，希望學習成為水手服戰士。死亡毀滅者最後也發現天王遙及海王美智留體內藏著特殊護身符的心靈結晶，並以犧牲生命為代價獲得它們，但擁有第三個的護身符的冥王雪奈恢復了她們的生命。三個護身符一起創造了聖盃，讓阿兔獲得第二種變身形式—超級Sailor Moon。
後來，死亡毀滅者的目的從尋找有著特殊護身符的心靈結晶，轉為收集人類的心靈結晶，以讓邪惡的女主人9號得以復活。豆釘兔跟一個名叫土萌螢的體弱多病的女孩結為好友，然而她並不知道對方的父親就是死亡毀滅者的領導者土萌創一的女兒。她也不知道，土萌螢的真實身分是能夠讓整個行星摧毀和重生的水手服戰士Sailor Saturn。天王遙、海王美智留及冥王雪奈擔心著Sailor Saturn的覺醒會導致地球的毀滅並懇求Sailor Moon殺死她。
其後，女主人9號被發現寄居於土萌螢的身體裡，土萌螢於女主人9號企圖奪取豆釘兔的「純真之心」的時候醒覺。後來她騙取阿兔交出聖盃，讓她召喚法老90來摧毀地球。覺醒為Sailor Saturn的土萌螢打算犧牲自己來阻止法老90，但阿兔激活了自己的超級形態以摧毀法老90並拯救了土萌螢。後來，土萌螢以嬰兒的形態重生，並回到擺脫了死亡破壞者影響的父親身邊。

## 主要登場角色
- 月野兔
- 豆釘兔
- 地場衛
- 水野亞美
- 火野玲
- 木野真琴
- 愛野美奈子
- 天王遙
- 海王滿
- 冥王雪奈
- 土萌螢
- 土萌創一
- 美少女戰士主要角色列表

## 工作人員
| 原作              | 武內直子                                                                          |
| 監督              | 東伊里弥→有迫俊彦（東映）、太田賢司（テレビ朝日）、矢田晃一（東映エージエンシー） |
| 導演              | 幾原邦彦                                                                          |
| 製作擔當          | 堀川和政、松坂一光                                                                |
| 作畫監督          | 松下浩美等24人                                                                    |
| 系列構成          | 榎戶洋司                                                                          |
| 人物設計&作畫擔當 | 伊藤郁子                                                                          |
| 美術設定&美術擔當 | 椋尾篁、窪田忠雄 （椋尾篁生病後接棒）                                             |
| 美術相關          | 鹿野良行等6人                                                                     |
| 美術執行          | 田村晴夫、御園博                                                                  |
| 製作執行          | 本間修等10人                                                                      |
| 色彩設定          | 板坂泰江等5人                                                                     |
| 色彩上色          | 清村忠等9人                                                                       |
| 音樂              | 有澤孝紀                                                                          |
| 選曲              | 芽原万起子→水野さやか                                                             |
| 錄音              | 立花康夫、鈴木義和                                                                |
| 背景              | 椋尾篁、みにあ〜と                                                                |
| 效果              | 今野康之、赤平直樹、鶴田こずえ                                                    |
| 特效              | 山本公、岡島雄二、千葉豊                                                          |
| 攝影              | 三晃プロダクション、トランスアーツ                                                |
| 影像呈現          | 東映化學                                                                          |
| 演出              | 佐藤順一等13人                                                                    |
| 演出助手          | 五十嵐卓哉等8人                                                                   |
| 演助執行          | 宇田鋼之介等6人                                                                   |
| 紀錄              | 梶本みのり、小川真美子                                                            |
| 公關事務          | 森田兆基等6人                                                                     |
| 媒體相關          | VAP、スタジオポッケ、宮崎アニメーションスタジオ、スタジオ･マーサ                  |
| 動畫製作          | テレビ朝日、東映、東映エージエンシー                                              |

## 主題歌
日本
| 類別   | 歌曲                            | 作詞       | 作曲     | 編曲     | 歌手                                             |
| ------ | ------------------------------- | ---------- | -------- | -------- | ------------------------------------------------ |
| 片頭曲 | 「（月光傳說）」                | 小田佳奈子 | 小諸鐵也 | 林有三   | 、                                               |
| 片尾曲 | 「（少女的策略）」（第1－2話）  | 芹澤類     | 作永井誠 | 京田誠一 | 石田燿子                                         |
| 片尾曲 | 「（燕尾服幻影）」（第3－38話） | 武內直子   | 小坂明子 | 林有三   | 三石琴乃、富澤美智惠、久川綾、篠原惠美、深見梨加 |

香港
| 類別   | 歌曲                                   | 填詞   | 作曲     | 主唱 |
| ------ | -------------------------------------- | ------ | -------- | ---- |
| 主題曲 | 「美少女戰士S （页面存档备份，存于）」 | 向雪懷 | 小諸鐵也 | 陳琪 |
| 片尾曲 | 「美少女變身 （页面存档备份，存于）」  | 向雪懷 | 永井誠   | 陳琪 |

## 獎項
- 1997年度兒歌金曲頒獎典禮－－「十大兒歌金曲」-《美少女戰士S》

## 各話列表
| 話數/華視集數 | 日文標題 | 中文標題(華視標題)                                   | 腳本       | （分鏡） 演出           | 作畫監督     | 美術     |
| ------------- | -------- | ---------------------------------------------------- | ---------- | ----------------------- | ------------ | -------- |
| 90（1）       |          | 地球毀滅的預感？出現神秘的新戰士                     | 富田祐弘   | 佐藤順一                | 安藤正浩     | 田尻健一 |
| 91（2）       |          | 愛之神杖誕生！小兔的新變身                           | 柳川茂     | 遠藤勇二                | 爲我井克美   | 鹿野良行 |
| 92（3）       |          | 帥氣美少年？天王遙的秘密！                           | 隅沢克之   | 幾原邦彦                | 香川久       | 浅井和久 |
| 93（4）       |          | 小兔的偶像！優雅的天才小滿                           | 杉原めぐみ | 芝田浩樹                | 中村太一     | 橋本和幸 |
| 94（5）       |          | 守護純真之心！敵我三方混戰                           | 富田祐弘   | 佐々木憲世              | 伊藤郁子     | 田尻健一 |
| 95（6）       |          | 拯救戀情，就交給月亮吧                               | 柳川茂     | 小坂春女                | とみながまり | 鹿野良行 |
| 96（7）       |          | 冷酷的天王星？真琴的危機                             | 榎戸洋司   | 宇田鋼之介              | 安藤正浩     | 浅井和久 |
| 97（8）       |          | 水中迷宮！被盯上的亞美                               | 杉原めぐみ | 佐藤順一                | 爲我井克美   | 橋本和幸 |
| 98（9）       |          | 拯救朋友！月亮與天王星聯手                           | 富田祐弘   | 遠藤勇二                | 中村太一     | 田尻健一 |
| 99（10）      |          | 男人的溫柔！雄一郎被小麗甩了？                       | 杉原めぐみ | 小坂春女                | 長谷川眞也   | 鹿野良行 |
| 100（11）     |          | 退出美少女戰士？！美奈子的煩惱                       | 榎戸洋司   | 芝田浩樹                | とみながまり | 浅井和久 |
| 101（12）     |          | 小兔的眼淚！玻璃鞋是生日禮物                         | 隅沢克之   | 遠藤勇二                | 安藤正浩     | 橋本和幸 |
| 102（13）     |          | 被奪走的純真之心！小兔陷入絕境                       | 隅沢克之   | 佐々木憲世              | 中村太一     | 田尻健一 |
| 103（14）     |          |                                                      | 柳川茂     | 幾原邦彦                | 黒田和也     | 鹿野良行 |
| 104（15）     |          | 徵求朋友！小月亮大顯身手                             | 杉原めぐみ | 佐藤順一                | 伊藤郁子     | 浅井和久 |
| 105（16）     |          | 我想變得更強！感到迷惘的小真                         | 柳川茂     | 芝田浩樹                | とみながまり | 鹿野良行 |
| 106（17）     |          | 命運的羈絆！天王星遙遠的過去                         | 榎戸洋司   | 五十嵐卓哉              | 爲我井克美   | 田尻健一 |
| 107（18）     |          | 藝術就是愛的大爆炸！小小兔的初戀                     | 隅沢克之   | 遠藤勇二                | 中村太一     | 大河内稔 |
| 108（19）     |          | 小兔乘著華爾滋的節拍跳舞                             | 杉原めぐみ | 小坂春女                | 安藤正浩     | 浅井和久 |
| 109（20）     |          | 衝擊時刻！掲發彼此的真實身分                         | 富田祐弘   | 佐藤順一                | 黒田和也     | 鹿野良行 |
| 110（21）     |          | 天王星與海王星之死？聖物出現了                       | 榎戸洋司   | 幾原邦彦                | とみながまり | 田尻健一 |
| 111（22）     |          | 聖杯的神秘力量！水手月亮兩段變身                     | 富田祐弘   | 芝田浩樹                | 伊藤郁子     | 橋本和幸 |
| 112（23）     |          | 新的救世主是誰？光與影的混沌                         | 柳川茂     | 佐々木憲世              | 長谷川眞也   | 大河内稔 |
| 113（24）     |          | 充滿妖氣的家！美少女小螢的秘密                       | 杉原めぐみ | 宇田鋼之介              | 中村太一     | 田尻健一 |
| 114（25）     |          | 最愛偶像！苦惱的蜜美特                               | 榎戸洋司   | 小坂春女                | 安藤正浩     | 鹿野良行 |
| 115（26）     |          | 沉默之影？！搖晃的微弱螢火                           | 榎戸洋司   | 五十嵐卓哉              | 爲我井克美   | 田尻健一 |
| 116（27）     |          | 雨過天晴！獻給小螢的友情                             | 杉原めぐみ | 遠藤勇二                | 柳瀬譲二     | 浅井和久 |
| 117（28）     |          | 更高，更強！小兔的支持                               | 柳川茂     | 幾原邦彦                | 中村太一     | 大河内稔 |
| 118（29）     |          | 魔空之戰！美少女戰士的賭注                           | 隅沢克之   | 佐々木憲世              | 柳沢まさひで | 田尻健一 |
| 119（30）     |          | 沉默的彌賽亞覺醒？命運的星宿                         | 榎戸洋司   | 小坂春女                | 長谷川眞也   | 浅井和久 |
| 120（31）/118 |          | 來自異次元的侵略！無限學園之謎(來自異次元的侵略)     | 杉原めぐみ | 宇田鋼之介              | 爲我井克美   | 大河内稔 |
| 121（32）/119 |          | 奪心妖花！第三位魔女迪露兒(搶走靈魂的妖花)           | 柳川茂     | 五十嵐卓哉              | 中村太一     | 橋本和幸 |
| 122（33）/120 |          | 相信愛！亞美，善良的戰士(人間有愛)                   | 富田祐弘   | 遠藤勇二                | 本橋秀之     | 田尻健一 |
| 123（34）/121 |          | 毀滅之影！沉默彌賽亞的覺醒(破滅的陰影)               | 杉原めぐみ | 小坂春女                | とみながまり | 大河内稔 |
| 124（35）/122 |          | 恐怖的黑暗逼近！陷入苦戰的八戰士(緊隨而來的黑暗恐怖) | 榎戸洋司   | （佐藤順一） 五十嵐卓哉 | 伊藤郁子     | 橋本和幸 |
| 125（36）/123 |          | 閃爍的流星！土星以及救世主(閃亮的流星)               | 榎戸洋司   | （佐藤順一） 宇田鋼之介 | 伊藤郁子     | 田尻健一 |
| 126（37）/124 |          | 新的生命！宿命的星宿離別之時(新生命誕生)             | 杉原めぐみ | 遠藤勇二                | 中村太一     | 浅井和久 |
| 127（38）/125 |          | 戰士的覺醒！力量就在純真之心中(戰士的自覺)           | 富田祐弘   | 小坂春女                | 安藤正浩     | 大河内稔 |

## 播送電視台
| 地區 | 播放電視台 | 播放日期                          | 播放時間（UTC+8） | 所屬聯播網 | 備註             |
| ---- | ---------- | --------------------------------- | ----------------- | ---------- | ---------------- |
| 台灣 | 華視       | 1996年 月 日(待查)－1997年6月25日 | 每周三17:00-17:30 | 衛星電視   | 完結後接續第四季 |
| 香港 | 翡翠台     | 1996年8月26日－9月30日            | 待查              | 地面電視   |                  |